# Hannelore Schmatz
Hannelore Schmatz (Ratisbona, Alemania nazi; 16 de febrero de 1940 - Monte Everest, 2 de octubre de 1979) fue una alpinista alemana que se convirtió en la cuarta mujer en alcanzar la cima del monte Everest. Fue la primera mujer y la primera ciudadana alemana que murió en las laderas superiores de dicha montaña.

## Biografía
Cuando murió a 8 300 metros, participaba en una expedición por la ruta de la arista sureste con su marido, Gerhard Schmatz, quien lideraba la expedición y tenía 50 años por entonces, convirtiéndose en el hombre de mayor edad en alcanzar cumbre hasta aquel momento. En la misma expedición estaba el estadounidense Ray Genet, que también murió mientras descendía de la cumbre. Agotados por la escalada, se habían detenido a vivaquear a 8 500 metros de altitud cuando se acercaba la noche, a pesar de que sus guías sherpas les habían instado a no detenerse. Ray Genet murió esa misma noche, y tanto el sherpa como Schmatz estaban angustiados, pero decidieron continuar el descenso. Entonces, a 8 300 metros, Schmatz se sentó, dijo "Agua, agua" a su sherpa y murió. Sungdare Sherpa, uno de los guías, permaneció junto a su cuerpo y, como consecuencia, perdió la mayor parte de los dedos de manos y pies.
El cuerpo de Genet acabó desapareciendo bajo la nieve, pero el de Schmatz permaneció en la montaña donde murió.

## Cuerpo
Durante años, los restos de Schmatz pudieron ser vistos por cualquiera que intentara hacer cumbre en el Everest por la ruta sur. Su cuerpo estaba congelado en posición sentada, apoyado en su mochila con los ojos abiertos y el pelo al viento, a unos 100 metros por encima del campo IV.
Durante una expedición en 1981, Sungdare Sherpa volvió a ser el guía de un nuevo grupo de escaladores. Al principio se había negado debido a que había perdido los dedos de manos y pies durante la expedición de 1979, pero el alpinista Chris Kopcjynski le pagó un extra. Durante este descenso, cuando pasaron junto al cuerpo de Schmatz, Kopcjynski se sorprendió pensando que era una tienda de campaña y declaró: "No lo tocamos. Pude ver que aún llevaba puesto el reloj".
En 1984, el inspector de policía Yogendra Bahadur Thapa, de 36 años, y su guía, Ang Dorjee, de 35, cayeron al vacío cuando intentaban recuperar el cadáver de Schmatz en una expedición de la policía nepalesa.
El alpinista británico Chris Bonington vio a Schmatz desde lejos en 1985, y al principio confundió su cuerpo con una tienda de campaña hasta que lo vio más de cerca.
Lene Gammelgaard, la primera mujer escandinava que alcanzó la cima del Everest, cita al alpinista y jefe de expedición noruego Arne Næss Jr. describiendo su encuentro con los restos de Schmatz en su libro Climbing High: A Woman's Account of Surviving the Everest Tragedy (1999), que relata su propia expedición de 1996. La descripción de Næss es la siguiente:

"Ya no está lejos. No puedo escapar de la guardia siniestra. Aproximadamente a 100 metros por encima del campo IV se sienta apoyada en su mochila, como si se tomara un breve descanso. Una mujer con los ojos muy abiertos y el pelo ondeando con cada ráfaga de viento. Es el cadáver de Hannelore Schmatz, la esposa del jefe de una expedición alemana de 1979. Ella hizo cumbre, pero murió al descender. Sin embargo, tengo la sensación de que me sigue con la mirada a mi paso. Su presencia me recuerda que estamos aquí, en las condiciones de la montaña".

Finalmente, el viento arrastró el cadáver semimomificado de Schmatz por la arista y descendió por la cara Kangshung, desapareciendo.